# ジャンゴ・ラインハルト賞
ジャンゴ・ラインハルト賞（Prix Django Reinhardt、ジャンゴ・ラインハルトに敬意を表している）は、1955年から毎年、アカデミー・デュ・ジャズ（Académie du jazz）がフランスのジャズ・ミュージシャンに授与する音楽賞。
2006年には、ノクターン・レーベルがプロデュースした2枚組CD『50 ans de prix Django-Reinhardt (décernés par l'Académie du jazz)』が発売され、50周年を祝している。
2008年に、この賞は初めて2人の音楽家に授与されたが、それ以前にも兄弟が共同で受賞したことがあった（1994年にリオネル・ベルモンドとステファン・ベルモンド、2005年にルイ・ムタンとフランソワ・ムタン）

## 歴代受賞者
- 1955年 : ギィ・ラフィット (Guy Lafitte)
- 1956年 : マーシャル・ソラール (Martial Solal)
- 1957年 : クリスチャン・シュバリエ (Christian Chevallier)
- 1958年 : バルネ・ウィラン (Barney Wilen)
- 1959年 : ロジェ・ゲラン (Roger Guérin)
- 1960年 : ジョルジュ・アルヴァニタス (Georges Arvanitas)
- 1961年 : ルネ・ユルトルジェ (René Urtreger)
- 1962年 : モーリス・ヴァンデール (Maurice Vander)
- 1963年 : ピエール・ミシュロ (Pierre Michelot)
- 1964年 : エディ・ルイス (Eddy Louiss)
- 1965年 : ジャン＝ルイ・ショータン (Jean-Louis Chautemps)
- 1966年 : ジルベール・ロヴェール (Gilbert Rovère)
- 1967年 : ジャン＝リュック・ポンティ (Jean-Luc Ponty)
- 1968年 : ミシェル・ポルタル (Michel Portal)
- 1969年 : ミシェル・ロック (Michel Roques)
- 1970年 : フランソワ・ガン (François Guin)
- 1971年 : イヴァン・ジュリアン (Ivan Jullien)
- 1972年 : ベルナール・リュバット (Bernard Lubat)
- 1973年 : アルビー・キュラーズ (Alby Cullaz)
- 1974年 : ジャン・フランソワ・ジェニー・クラーク (Jean-François Jenny-Clark)
- 1975年 : ジョセフ・デジャン (Joseph Dejean)
- 1976年 : クリスチャン・エスクード (Christian Escoudé)
- 1977年 : アンリ・テキシェ (Henri Texier)
- 1978年 : ミシェル・グレイエ (Michel Graillier)
- 1979年 : アラン・ジャン＝マリー (Alain Jean-Marie)
- 1980年 : フランソワ・ジャノー (François Jeanneau)
- 1981年 : フランソワ・クチュリエ (François Couturier)
- 1982年 : ミシェル・ペトルチアーニ (Michel Petrucciani)
- 1983年 : エリック・ルラン (Éric Le Lann)
- 1984年 : マーク・ベルトー (Marc Bertaux)
- 1985年 : アントワン・エルヴェ (Antoine Hervé)
- 1986年 : ズール・フライシャー (Zool Fleischer)
- 1987年 : マルク・デュクレ (Marc Ducret)
- 1988年 : ルイ・スクラヴィス (Louis Sclavis)
- 1989年 : ローラン・キュニー (Laurent Cugny)
- 1990年 : エルベ・セラン (Hervé Sellin)
- 1991年 : ジャン・ルー・ロニョン (Jean-Loup Longnon)
- 1992年 : リシャール・ガリアーノ (Richard Galliano)
- 1993年 : シルヴァン・ボフ (Sylvain Beuf)
- 1993年 : ローラン・ド・ウィルド (Laurent de Wilde)
- 1994年 : リオネル・ベルモンド (Lionel Belmondo)、ステファン・ベルモンド (Stéphane Belmondo)
- 1995年 : エマニュエル・ベックス (Emmanuel Bex)
- 1996年 : サイモン・グベール (Simon Goubert)
- 1997年 : ダニエル・ユック (Daniel Huck)
- 1998年 : マニュエル・ロシュマン (Manuel Rocheman)
- 1999年 : ソフィア・ドマンシッチ (Sophia Domancich)
- 2000年 : ジャン＝ミシェル・ピルク (Jean-Michel Pilc)
- 2001年 : バプティステ・トロティニョン (Baptiste Trotignon)
- 2002年 : ボヤンZ (Bojan Z) ※ボヤン・ズルフィカルパシチ (Bojan Zulfikarpašić)
- 2003年 : ジャッキー・テラソン (Jacky Terrasson)
- 2004年 : ピエール・デ・ベトマン (Pierre de Bethmann)
- 2005年 : フランソワ・ムタン (François Moutin)、ルイ・ムタン (Louis Moutin)
- 2006年 : ピエリック・ペドロン (Pierrick Pédron)
- 2007年 : ピエール・クリストフ (Pierre Christophe)
- 2008年 : ジェラルディン・ローラン (Géraldine Laurent)、メデリック・コリニョン (Médéric Collignon)
- 2009年 : ステファン・ギヨーム (Stéphane Guillaume)
- 2010年 : シルヴァン・リュック (Sylvain Luc)
- 2011年 : グエン・レ (Nguyên Lê)
- 2012年 : エミール・パリジャン (Émile Parisien)
- 2013年 : ヴィンセント・ペイラニ (Vincent Peirani)
- 2014年 : アイレール・ベッソン (Airelle Besson)
- 2015年 : ポール・レイ (Paul Lay)
- 2016年 : フレッド・ナーディン (Fred Nardin)
- 2017年 : セシル・マクロリン・サルヴァント (Cécile McLorin Salvant)
- 2018年 : バティスト・エルバン (Baptiste Herbin)
- 2019年 : ヒューゴ・リッピ (Hugo Lippi)
- 2020年 : ソフィー・アルール (Sophie Alour)[2]
- 2021年 : トマス・ド・プルクリ (Thomas de Pourquery)[3]
- 2022年 : レイラ・オリヴェシ (Leïla Olivesi)[4]
- 2023年 : グレゴリー・プリヴァ (Grégory Privat)